# Wydział Inżynierii Lądowej i Transportu Politechniki Poznańskiej
Wydział Inżynierii Lądowej i Transportu Politechniki Poznańskiej – jeden z dziewięciu wydziałów Politechniki Poznańskiej. Jest jednym z najstarszych wydziałów Politechniki Poznańskiej, a jego siedziba znajduje się przy ul. Piotrowo 3 w Poznaniu.

## Struktura
Wydział podzielony jest na następujące jednostki:
- Instytut Analizy Konstrukcji
  - Zakład Komputerowego Wspomagania Projektowania
  - Zakład Mechaniki Budowli
  - Zakład Wytrzymałości Materiałów
- Instytut Budownictwa
  - Zakład Budownictwa i Materiałów Budowlanych
  - Zakład Inżynierii Produkcji Budowlanej
  - Zakład Konstrukcji Budowlanych
- Instytut Inżynierii Lądowej
  - Zakład Budownictwa Drogowego
  - Zakład Budowy Mostów i Dróg Kolejowych
  - Zakład Geotechniki, Geologii Inżynierskiej i Geodezji
- Instytut Maszyn Roboczych i Pojazdów Samochodowych
  - Zakład Pojazdów Samochodowych
  - Zakład Maszyn Roboczych
  - Zakład Maszyn Spożywczych i Transportu Żywności
- Instytut Silników Spalinowych i Napędów
  - Zakład Silników Spalinowych
  - Zakład Lotnictwa
  - Zakład Napędów Alternatywnych
- Instytut Transportu
  - Zakład Projektowania Uniwersalnego Środków Mobilności
  - Zakład Systemów Transportowych
  - Zakład Transportu Szynowego

## Kierunki studiów
Na wydziale studenci kształcą się w następujących kierunkach:
- Budownictwo
- Budownictwo zrównoważone
- Konstrukcja i eksploatacja środków transportu (dawniej Mechanika i budowa maszyn)
- Lotnictwo i kosmonautyka
- Transport

## Władze
Dziekan: prof. dr hab. inż. Jacek Pielecha

Prodziekan do spraw kształcenia (studia stacjonarne): dr inż. Marlena Kucz

Prodziekan do spraw kształcenia (studia niestacjonarne): dr hab. inż. Wojciech Siekierski

Prodziekan do spraw nauki: prof. dr hab. inż. Mieczysław Kuczma

Prodziekan do spraw współpracy z gospodarką: dr hab. inż. Wojciech Sawczuk

## Historia
Dnia 1 października 1953 roku powołano Wydział Mechanizacji Rolnictwa z trzema katedrami: Maszyn Rolniczych, Samochodów i Ciągników oraz Eksploatacji Samochodów i Ciągników. Początkowo kształcono tylko na poziomie inżynierskim. W roku 1959 wydział ukończyli pierwsi magistrzy inżynierowie na kierunku mechanika i budowa maszyn.
W następnych latach rozwój naukowy kadry oraz specyfika prowadzonych badań naukowych przyczyniły się do utworzenia nowych specjalności kształcenia. W 1967 roku wydział zmienił nazwę na Wydział Maszyn Roboczych i Pojazdów, i tworzyło go już dziesięć katedr.
W czerwcu 1969 roku wydział uzyskał uprawnienia do nadawania stopnia doktora nauk technicznych w dziedzinie budowa i eksploatacja maszyn.
W roku akademicki 1969/1970 powstały: Instytut Maszyn Roboczych oraz Instytut Wysokoprężnych Silników Okrętowych i Kolejowych (od 1975 roku Instytut Techniki Cieplnej i Silników Spalinowych).
17 maja 1980 roku Wydział Maszyn Roboczych i Pojazdów uzyskał uprawnienia do nadawania stopnia doktora habilitowanego nauk technicznych.
W 1990 roku wydział uzyskał zgodę na powołanie nowego kierunku studiów – Transport.
Rok 1993 przyniósł zmiany organizacyjne sprowadzające się do powstania instytutów: Maszyn Roboczych i Pojazdów Samochodowych, Silników Spalinowych i Podstaw Konstrukcji Maszyn oraz Katedry Techniki Cieplnej.
Od 1 listopada 2000 roku wydział przyjął nową nazwę: Wydział Maszyn Roboczych i Transportu.
W 2003 roku z Instytutu Silników Spalinowych i Podstaw Konstrukcji Maszyn wyodrębniła się samodzielna Katedra Podstaw Konstrukcji Maszyn, a instytut zmienił nazwę na Instytut Silników Spalinowych i Transportu.
Od roku akademickiego 2018/2019 wydział nosi nazwę Wydział Inżynierii Transportu.
Od roku akademickiego 2019/2020 wydział nosi nazwę Wydział Inżynierii Lądowej i Transportu.
Z dniem 1 stycznia 2020 w efekcie połączenia go z częścią likwidowanego Wydziału Budownictwa i Inżynierii Środowiska wydział zmienił nazwę na Wydział Inżynierii Lądowej i Transportu (WILiT).